# Silke Matthias
Silke Matthias (Berlino, 21 febbraio 1960) è un'attrice e doppiatrice tedesca.

## Biografia
Dal 1978 al 1982 frequenta l'Accademia Teatrale Hans Otto di Lipsia. Dal 1994 recita in numerose produzioni televisive; dal marzo 2007 al maggio 2008 è Helena Van Weyden nella soap opera di ZDF La strada per la felicità.
Oltre ad essere attrice, è anche un'esperta astrologa.

## Filmografia

### Cinema
- Der Besucher, regia di Dror Zahavi (1992)
- Inge, April und Mai, regia di Gabriele Denecke e Wolfgang Kohlhaase (1993)
- Scraper, regia di Will Moore (2005)
- Leroy, regia di Armin Völckers (2007)
- Meer is nich, regia di Hagen Keller (2007)

### Televisione
- Vom Regen in die Traufe, regia di Werner Freese (1982)
- Der Mann und sein Name, regia di Vera Loebner (1983)
- Der Staatsanwalt hat das Wort – serie TV, episodio 24x01 (1988)
- Die gläserne Fackel, regia di Joachim Kunert (1989)
- Große Liebe gesucht, regia di Peter Vogel (1989)
- Der kleine Herr Friedemann, regia di Peter Vogel (1990)
- ...dann hau ich eben ab, regia di Karola Hattop (1995)
- Kanzlei Bürger – serie TV, 4 episodi (1995)
- Polizeiruf 110 – serie TV, episodio 15x04-20x05-24x04 (1985-1995)
- Geheim - oder was?! – serie TV (1994)
- Squadra Speciale Cobra 11 (Alarm für Cobra 11 - Die Autobahnpolizei) – serie TV, episodio 1x06 (1996)
- Wolkenstein – serie TV, episodio 1x16 (1996)
- Markus Merthin, medico delle donne (Frauenarzt Dr. Markus Merthin) – serie TV, episodio 1x17 (1997)
- Sprechstunde bei Dr. Frankenstein – serie TV (1997)
- Liebling Kreuzberg – serie TV, episodi 5x05-5x14 (1997-1998)
- Für alle Fälle Stefanie – serie TV, episodi 2x18-3x65 (1996-1998)
- Buongiorno professore! (Unser Lehrer Doktor Specht) – serie TV, 13 episodi (1999)
- Die Straßen von Berlin – serie TV, episodio 3x05 (1999)
- Mama ist unmöglich – serie TV, episodio 3x05 (1999)
- HeliCops (HeliCops - Einsatz über Berlin) – serie TV, episodio 2x09 (2000)
- In aller Freundschaft – serie TV, episodi 1x10-4x22 (1999-2001)
- Nicht ohne deine Liebe, regia di Sigi Rothemund (2002)
- La nostra amica Robbie (Hallo Robbie!) – serie TV, episodio 1x06 (2002)
- Un ciclone in convento (Um Himmels Willen) – serie TV, episodio 1x05 (2002)
- Der letzte Zeuge – serie TV, episodio 4x06 (2002)
- Edel & Starck – serie TV, episodio 2x03 (2003)
- Ich liebe das Leben, regia di Anna Justice (2003)
- Ein Fall für den Fuchs – serie TV, episodio 1x01 (2004)
- Familie Dr. Kleist – serie TV, episodio 1x06 (2004)
- Einmal Bulle, immer Bulle – serie TV, episodio 1x04 (2004)
- Meine schönsten Jahre – serie TV, episodio 1x02 (2004)
- Wolff - Un poliziotto a Berlino (Wolffs Revier) – serie TV, episodi 13x07-13x08 (2005)
- Kanzleramt – serie TV, episodio 1x01 (2005)
- Abschnitt 40 – serie TV, episodi 3x01-3x07 (2005)
- Liebe nach dem Tod, regia di Matti Geschonneck (2005)
- TKKG 14 - Gefährliche Ferien (2005)
- Im Namen des Gesetzes – serie TV, episodio 10x10 (2005)
- Glück auf halber Treppe, regia di Thomas Jacob (2005)
- Dornröschen erwacht, regia di Elmar Fischer (2006)
- Il matrimonio del mio ex fidanzato (Heute heiratet mein Ex), regia di Edzard Onneken – film TV (2006)
- Die Krähen, regia di Edzard Onneken – film TV (2006)
- Reife Leistung!, regia di Martin Gies (2007)
- Hinter Gittern - Der Frauenknast – serie TV, 6 episodi (2006-2007)
- 14º Distretto (Großstadtrevier) – serie TV, episodi 21x05 (2007)
- Doppelter Einsatz – serie TV, episodi 3x15-13x02 (1997-2007)
- Die Anstalt - Zurück ins Leben – serie TV, episodio 1x19 (2008)
- Tatort – serie TV, 4 episodi (1997-2008)
- La strada per la felicità (Wege zum Glück) – serial TV, 272 puntate (2007-2008)
- Il medico di campagna (Der Landarzt) – serie TV, episodi 9x09-16x04-17x03 (1999-2008)
- Ich liebe den Mann meiner besten Freundin, regia di Ulli Baumann (2008)
- Der Amokläufer - Aus Spiel wird Ernst, regia di Oliver Dommenget (2008)
- Il nostro amico Charly (Unser Charly) – serie TV, episodio 15x10 (2010)
- SOKO Wismar – serie TV, 24 episodi (2007-2012)

## Doppiaggio

### Cinema
- Il diario di Anna Frank (1980) – Miep Gies
- Gattaca - La porta dell'universo (1997) – Infermiera
- Une place parmi les vivants (2003) – Sabine
- Bad News Bears - Che botte se incontri gli Orsi (2005) – Sig.ra Cleveland
- American Dreamz (2006) – Reporter della Casa Bianca
- Marie Antoinette (2006) – Contessa de la Londe
- Un secret (2007) – Esther
- Spider-Man 3 (2007) – Emma Marko
- St. Trinian's (2007) – Miss Cleaver
- Il cavaliere oscuro (2008) – Barbara Gordon
- Angus, Thongs and Full-Frontal Snogging (2008) – Miss Stamp
- Push (2009) – Emily Hu
- Castillos de cartón (2009) – Madre di Maria José
- The Fighter (2010) – Alice Ward
- Matrimonio in famiglia (2010) – Venditrice
- Unthinkable (2010) – Giornalista televisiva
- Priest (2011) – Sacerdotessa guerriera

### Cinema d'animazione
- La ragazza che saltava nel tempo (2006) –  Kazuko Yoshiyama
- Bolt - Un eroe a quattro zampe (2008) – Madre di Penny
- Barbie e il canto di Natale (2008) – Sig.ra Beadnell